# Alberto Pasquale
Alberto Pasquale, in latino Albertus Paschaleus Utinensis (Udine, 1487 – Udine, 25 dicembre 1543), è stato un vescovo cattolico e letterato italiano.

## Biografia
Nacque ad Udine nel 1487, in una famiglia modesta. Il 22 luglio 1494 vestì l'abito dell'ordine domenicano nel convento di S. Pietro Martire a Udine e nel 1511 fu ordinato sacerdote.
Tra il 1511 e 1512, su richiesta del cardinale Federico Fregoso, scrisse un'opera dal titolo: Tractatus fratris Alberti de Utino ordinis predicatorum sacre theologie bacalarii de potestate pape super concilium. In questo trattato, rimasto manoscritto e oggi conservato alla Biblioteca Apostolica Vaticana, sosteneva la superiorità dell'autorità del papa su quella del concilio.
Fu professore di metafisica all'Università di Padova dal 1518 al 1531.
Il 29 dicembre 1535 il patriarca Marino Grimani lo nominò arcidiacono di Aquileia, carica a cui rinunciò il 10 agosto 1542. Nel 1537 divenne vescovo di Retimo o Calamona, sede nella quale non fece mai residenza. Grazie all'appoggio del cardinale Marino Grimani, nel 1541 fu nominato vescovo di Chioggia.
Morì a Udine il 25 dicembre 1543 e fu sepolto nella chiesa di S. Pietro Martire.
Ci ha lasciato alcune opere di carattere teologico in latino.

## Opere
- Alberti Paschalei Vtiniensis Ord. praedic. Ad amplissimum cardinalem Herculem Gonzagam De optimo philosophorum genere libri duo, Venetijs: per Io. Antonium, & fratres de Sabio, 1532.
- Fratris Alberti Paschalei Vtinensis Or. pre. publice metaphisicam legentis Patauii, Oratio ad amplissimum Aquileie patriarcham Marinum Grimanum patritium Venetum, Impressum Venetiis: per Io. Franciscum et Io. Antonium de Rusconibus, 1524 23 Decembris.